# Drassodes nox
Drassodes nox är en spindelart som beskrevs av Wilhelm Dönitz och Embrik Strand 1906. Drassodes nox ingår i släktet Drassodes och familjen plattbuksspindlar. Inga underarter finns listade i Catalogue of Life.